# Benjamin Fain

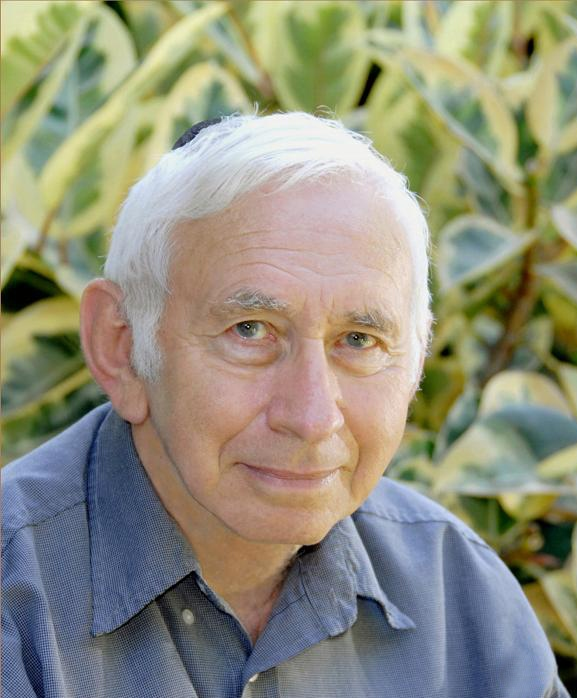
Benjamin Fain

Benjamin Fain (russisch Вениамин (Биньямин) Моисеевич Файн; hebräisch בנימין פיין; * 17. Februar 1930 in Kiew; † 14. April 2013 in Pardes Hanna-Karkur im Bezirk Haifa) war ein sowjetisch-israelischer Physiker und Hochschullehrer.

## Leben
Fain war der Sohn des jüdischen Mathematikers Moisei Fain, der seinen Sohn nach dessen von den Petljura-Unterstützern während des Proskurow-Pogroms 1919 getöteten Großvater nannte. Nach der Evakuierung während des Deutsch-Sowjetischen Krieges lebte die Familie in Duschanbe, wo Fain 1948 die Schule abschloss. Darauf studierte er am Moskauer Energetischen Institut, wobei seine Begabung für die Physik deutlich wurde. Auch besuchte er die Synagoge, wo ihn der Besuch der ersten Botschafterin Israels Golda Meir sehr beeindruckte. Er bemühte sich nun Hebräisch und Jiddisch zu lernen. 1950 gelang ihm der Wechsel zur physikalischen Fakultät der Universität Gorki. Er schloss das Studium mit Auszeichnung 1954 ab und wurde dort Assistent bei W. L. Ginsburg.
1956 wurde Fain zum Kandidaten und 1964 zum Doktor der physikalisch-mathematischen Wissenschaften promoviert. 1965 folgte die Ernennung zum Professor. Er leitete den Lehrstuhl für Quantenelektronik. Seine Bücher wurden ins Englische und Deutsche übersetzt.
1966 wechselte Fain zum Institut für Festkörperphysik in Tschernogolowka.
Ab 1972 engagierte sich Fain in einer Zionistengruppe. Er beteiligte sich an einem wissenschaftlichen Refusenik-Seminar. 1974 nach der Ausreise seiner Frau und seiner Tochter beantragte er ein Visum für Israel ohne Erfolg, so dass er selbst ein Refusenik wurde. 1976 näherte er sich dem Orthodoxen Judentum und heiratete Susanna Roschanska in zweiter Ehe. Im gleichen Jahr begann er eine soziologische Studie über die  Juden in der Sowjetunion. Ein internationales Symposium dazu wurde vom KGB verhindert. Nach mehreren Verhaftungen, Verhören, Verlust seiner Arbeitsstelle in Tschernogolowka und Hungerstreik erhielt er 1977 das Ausreisevisum und reiste aus nach Israel.
An der Universität Tel Aviv setzte Fain seine Festkörperphysik-Untersuchungen fort. Er setzte sich weiter für die sowjetischen Juden ein und bekam zwei Söhne.
Ab 1998 wurden die Wissenschaftstheorie und das Judentum sowie ihre gegenseitigen Beziehungen Fains Arbeitsschwerpunkt. Seine Ergebnisse veröffentlichte er im Ruhestand in einer Reihe von Büchern.